# Sulatycze (Białoruś)
Sulatycze (biał. Суляцічы; ros. Сулятичи) – wieś na Białorusi, w obwodzie grodzieńskim, w rejonie nowogródzkim, w sielsowiecie Brolniki.
Dawniej wieś i folwark. W dwudziestoleciu międzywojennym leżały w Polsce, w województwie nowogródzkim, w powiecie nowogródzkim.